# Rzgów (województwo wielkopolskie)
Rzgów (Rzgów Pierwszy) – wieś w Polsce położona w województwie wielkopolskim, w powiecie konińskim, w gminie Rzgów, której jest siedzibą.

## Historia
Jest to bardzo stara osada, o której pierwsza wzmianka pochodzi z XIII wieku. Pierwotnie stanowiła własność książęcą, a następnie przeszła w posiadanie klasztoru cystersów w Lądzie. W późniejszych latach była własnością szlachecką. 
W Rzgowie dokonano niegdyś nieudanej lokacji miejskiej, której śladem jest układ przestrzenny wsi z częściowo zachowanym reliktem rynku. We wsi znajduje się kościół drewniany z XVI wieku pod wezwaniem św. Jakuba Apostoła.
Od połowy 1940 roku do października 1941 roku we wsi istniało getto dla ludności żydowskiej, do którego okupanci skierowali m.in. 1000 Żydów z pobliskiej Słupcy. W marcu 1941 roku część mieszkańców getta wywieziono do Generalnego Gubernatorstwa. Pozostałych, podczas likwidacji getta, Niemcy wywieźli i zamordowali w Lesie Rudzickim. 
W okresie PRL-u we wsi powstała baza maszynowa Spółdzielni Kółek Rolniczych.
W latach 1975–1998 miejscowość administracyjnie należała do województwa konińskiego.